# Badger Four Wheel Drive
Four Wheel Drive (FWD, Фоу Уіл Драйв) — з 1909 року американський виробник автомобілів. Штаб-квартира знаходиться в Клінтовілі, штат Вісконсин. У 1910 році компанію купує Волтер Олен. Сьогодні компанія займається виробництвом пожежної техніки.

## Отто Захоу
В 1904 році молодий коваль Отто Захоу отримав франшизу на продаж вантажівок фірми Reo, під час тест-драйву машина зісковзнула з дороги і зав'язла в бруді, здавши назад, Захоу зауважив, що машина куди краще їде назад, ніж вперед, тоді він задумався про створення повнопривідної машини, бо тільки автомобілі з постійним повним приводом здаються йому повноцінними для тих доріг, що малися тоді в наявності.
Він разом зі своїм зведеним братом Вільямом Бессердіхом починає будувати паровий повнопривідний автомобіль, ця машина мала карданний привід на обидва мости, причому передній редуктор був вбудований в передній міст, і той був керованим з керма, по конструкції ця машина дуже схожа на сучасні повнопривідні автомобілі. Перші тести автомобіля показали його переваги перед звичайними автомобілями в поїздках по снігу.

## Заснування компанії. Початок виробництва автомобілів
Дія відбувалася в Клінтонвілі, штат Вісконсин, Волтер Олен допомагає з патентом на їх дітище, і 9 січня 1909 року брати засновують фірму Badger Four Wheel Drive Auto Co. Вони встановлюють на свій автомобіль 4-циліндровий двигун внутрішнього згоряння фірми «Континенталь», потужністю в 45 сил і об'ємом в 3.3 л. Під час тестів хтось називає автомобіль «Battleship», тобто «Броненосець», в зв'язку з тим, що здається: для цього автомобіля немає перешкод.
Однак машина вартістю в 4500 доларів не особливо користувалася попитом.

## Four Wheel Drive у власності Волтера Олена
В 1910 році фірму викуповує адвокат Волтер Олен, він перейменовує фірму в Four Wheel Drive Auto Company, Отто Захоу отримує пакет акцій фірми. Перший автомобіль марки Four Wheel Drive з'являється у світ в 1911 році, це була перероблена в 4х4 парова вантажівка фірми «Уайт».
Фірма «Фоу Уіл Драйв» робить рекламний трюк — дадуть приз в 1000 доларів будь-якому водієві будь-якого автомобіля, який зможе хоча б 15 хвилин проїхати за їхнім автомобілем, об'явилося багато охочих, але всі зазнали фіаско, гроші залишилися в фірми. Однак ринок не потребував таких автомобілів, і фірма зуміла побудувати всього 7 повнопривідних автомобілів. Керівництво фірми в розпачі, але тут вони дізнаються про випробування, яке влаштовує американська армія, яка в 1912 році має всього 12 вантажівок на всі штати. Треба сказати, що генералітет тоді був старомодним, і не бачив потреби в безкінних екіпажах.

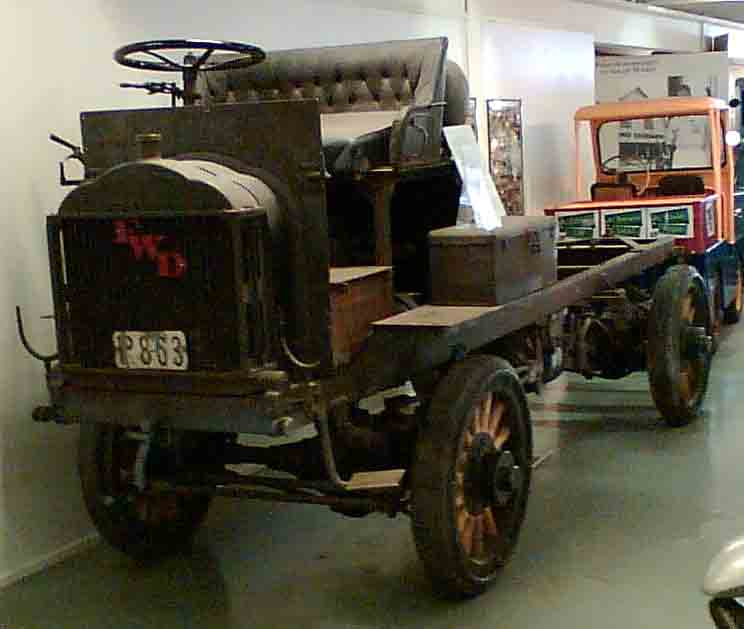
Four Wheel Drive 1-1/2 truck

Армія США купує один автомобіль для випробувань, з нього знімають задню частину кузова і встановлюють бортовий кузов, позначивши автомобіль 1,5-тонною вантажівкою.
У ході випробувань було доведено перевагу цих автомобілів, хоча б тим, що протягом 1500 миль вантажівка фірми «FWD» тільки й робив? що виступав в ролі тягача інших автомобілів, і це при тому, що пора року була сухою.
Однак замовлення не надійшло, і брати, які мають контрольний пакет акцій, продають компанію за 25 000 доларів. Бессердіх засновує нову фірму разом з Мослінгом, яка також займеться будівництвом повнопривідних вантажівок — Wisconsin Duplex Auto Co, пізніше вона перейменується в Oshkosh.

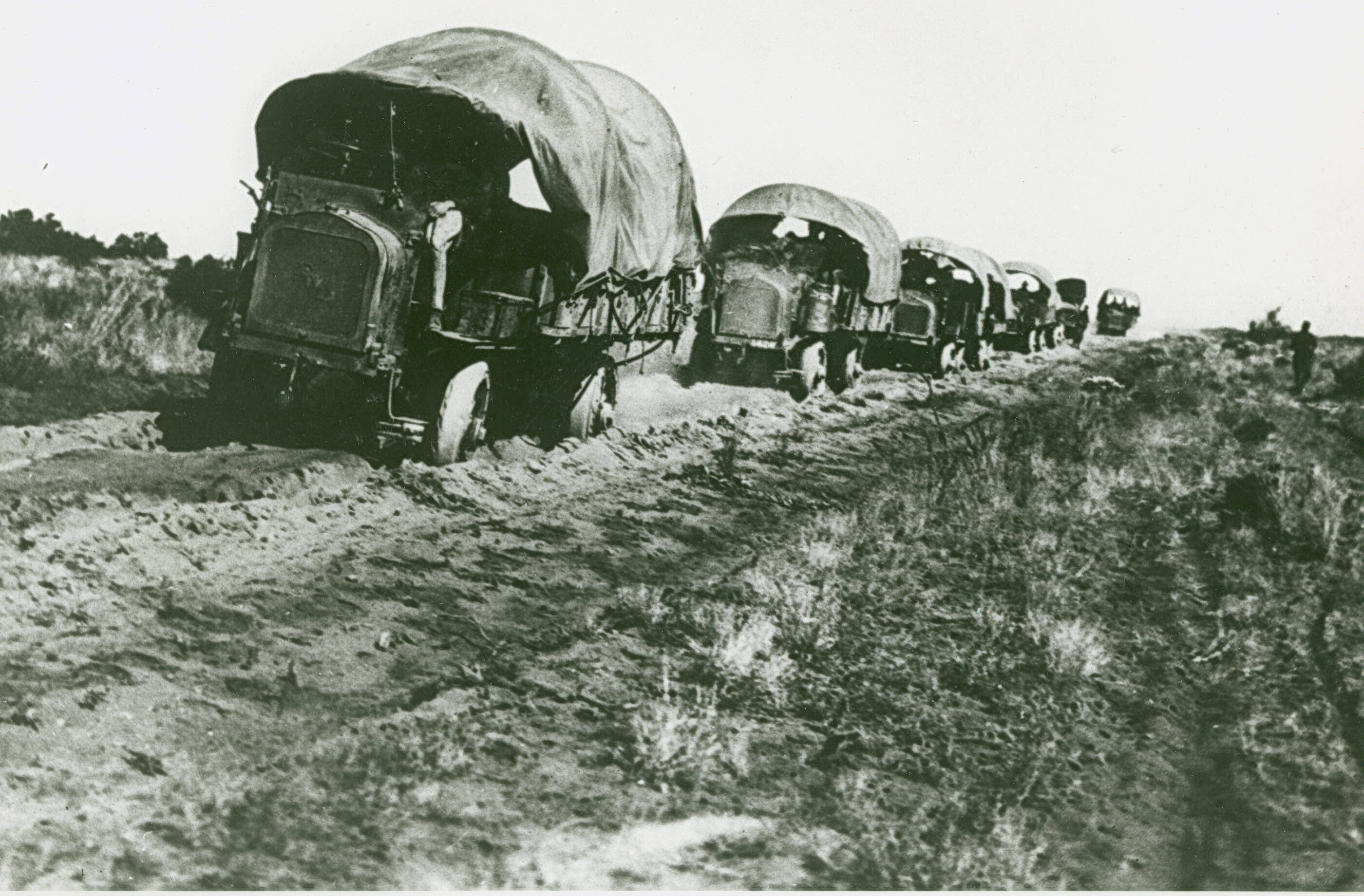
Four Wheel Drive 1916 року

Але тут розгорається війна в Європі, Британія починає закуповувати повнопривідні вантажні автомобілі у фірми FWD, а коли у війну вступає США, то вже до 1918 року фірма постачає свій 16000-й вантажний автомобіль, брати поспішили з продажем фірми.
Фірма була і одним з піонерів у виробництві вантажівок з кабіною над двигуном.

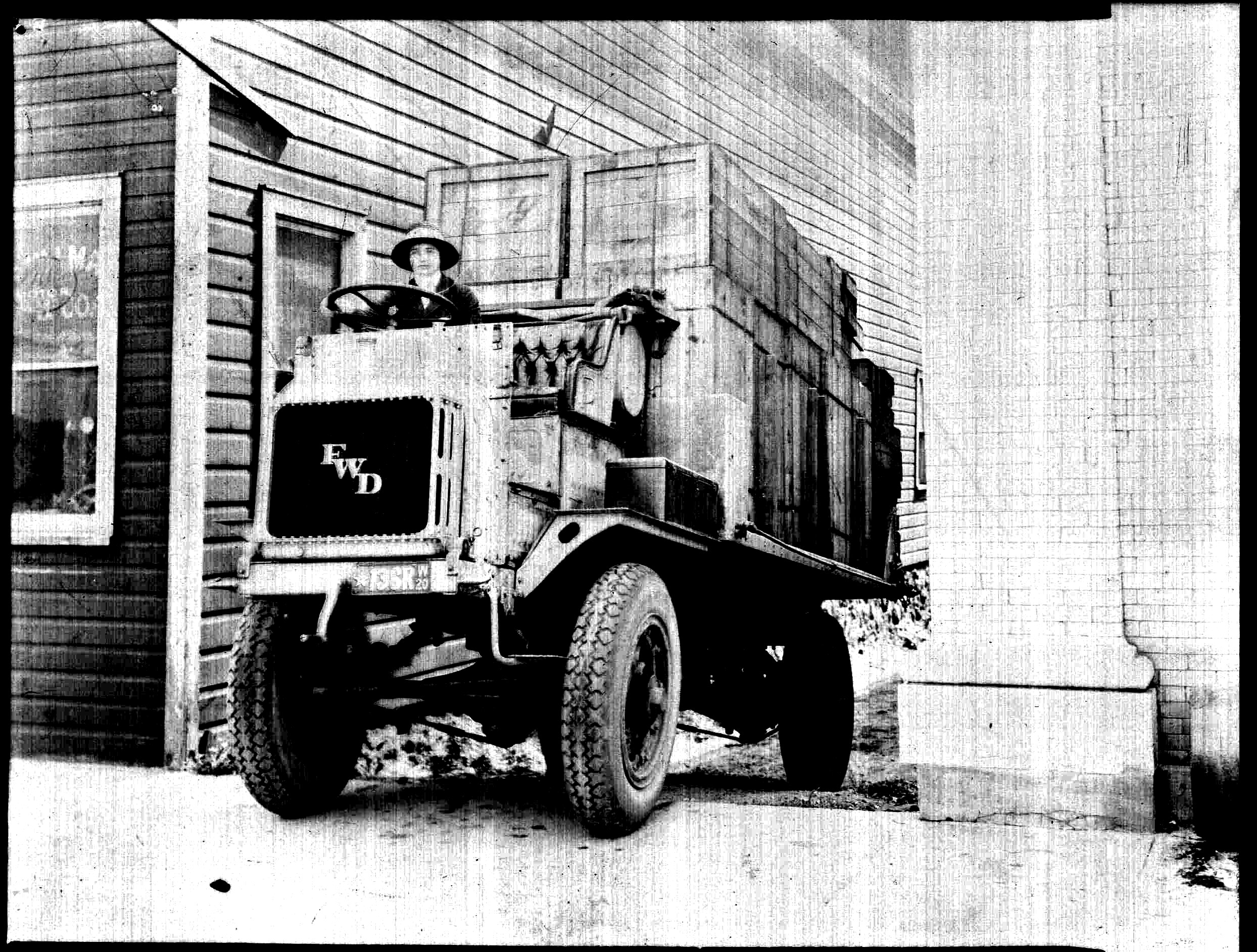
Four Wheel Drive 1923 року

Кінець війни знову мало не ставить хрест на фірмі, але тут фірма вирішує почати виробляти снігоприбиральну техніку, пожежні повнопривідні автомобілі та іншу спеціалізовану цивільну техніку.
Фірма розширює свою сферу діяльності: в 1919 році відкриває дочірнє підприємство в Канаді, а в 1921 році — Великій Британії, в 1926 британське відділення перейменовують в Quad.
В 1931 році фірма починає будувати спортивний автомобіль для відомого гонщика Міллера, який був американським піонером переднього приводу, і який надихнув братів Bucciali на створення їх творінь. Цей спортивний автомобіль з 4.2 V8 під капотом мав 3 диференціали, і був готовий до сезону гонок 1932 року. Всього побудували 2 такі машини, одна з них збереглася донині. Автомобіль лідирував в Інді 500 1932 року, але через технічні проблем фінішував лише 9.
Цей же автомобіль став першим повнопривідним автомобілем, який брав участь в Гран-прі, було це в Триполі в 1934 році.

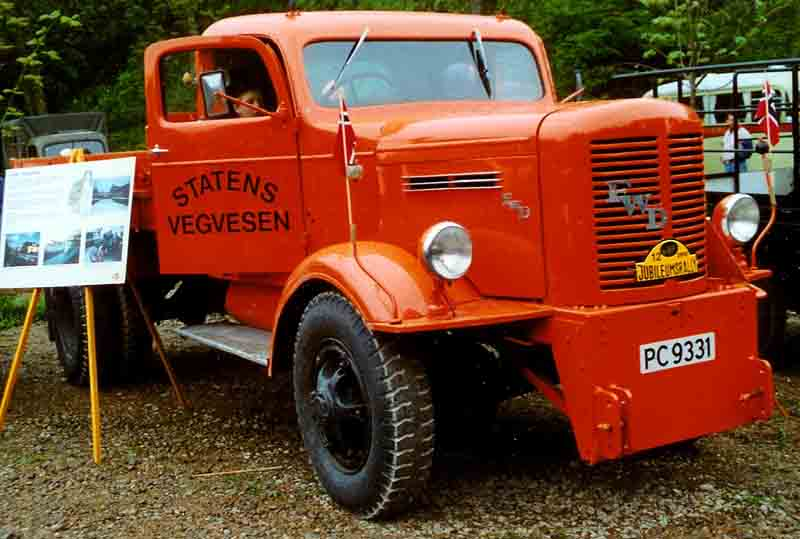
Four Wheel Drive 1940 року

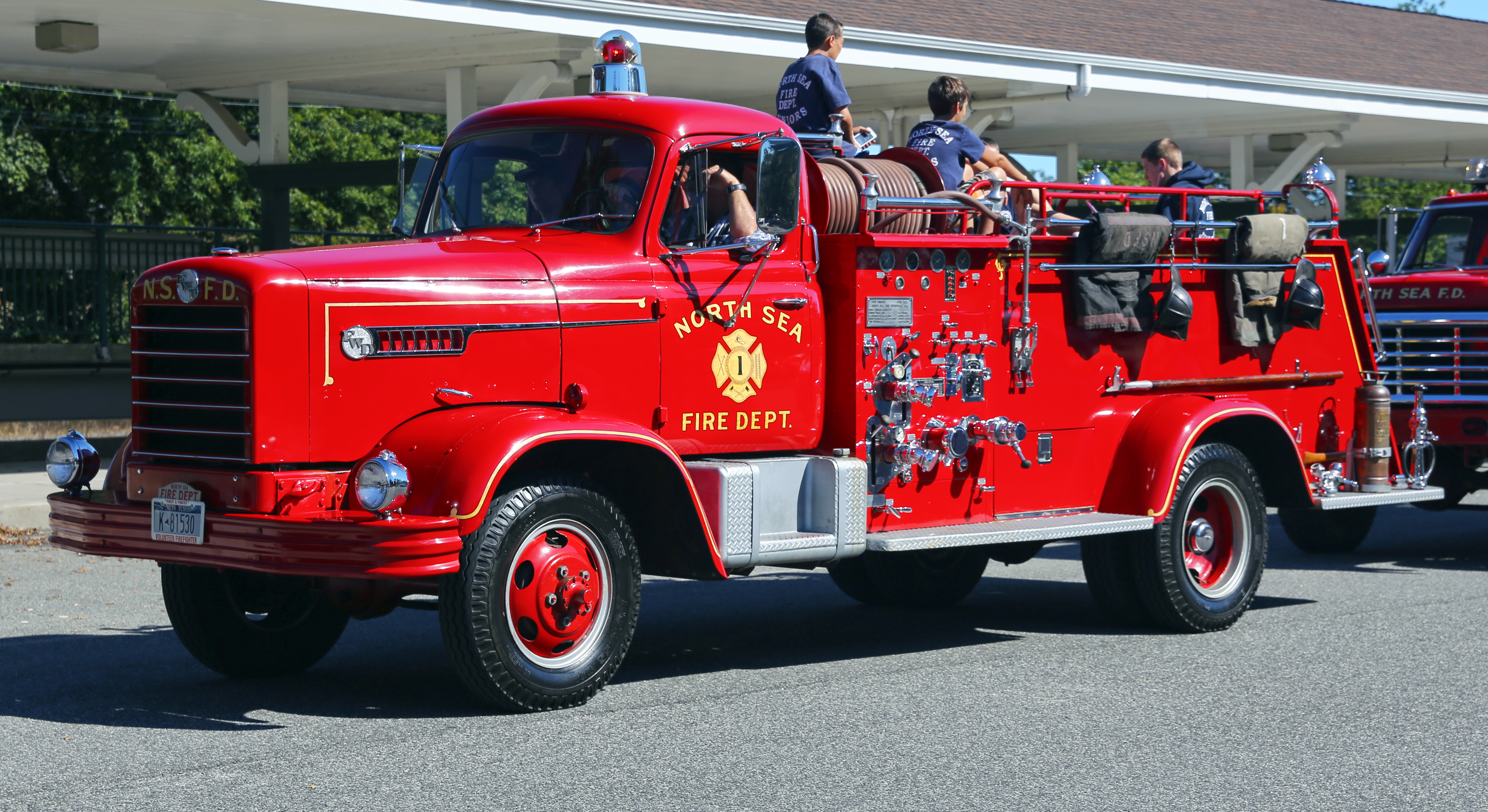
Пожежний Four Wheel Drive 1958 року

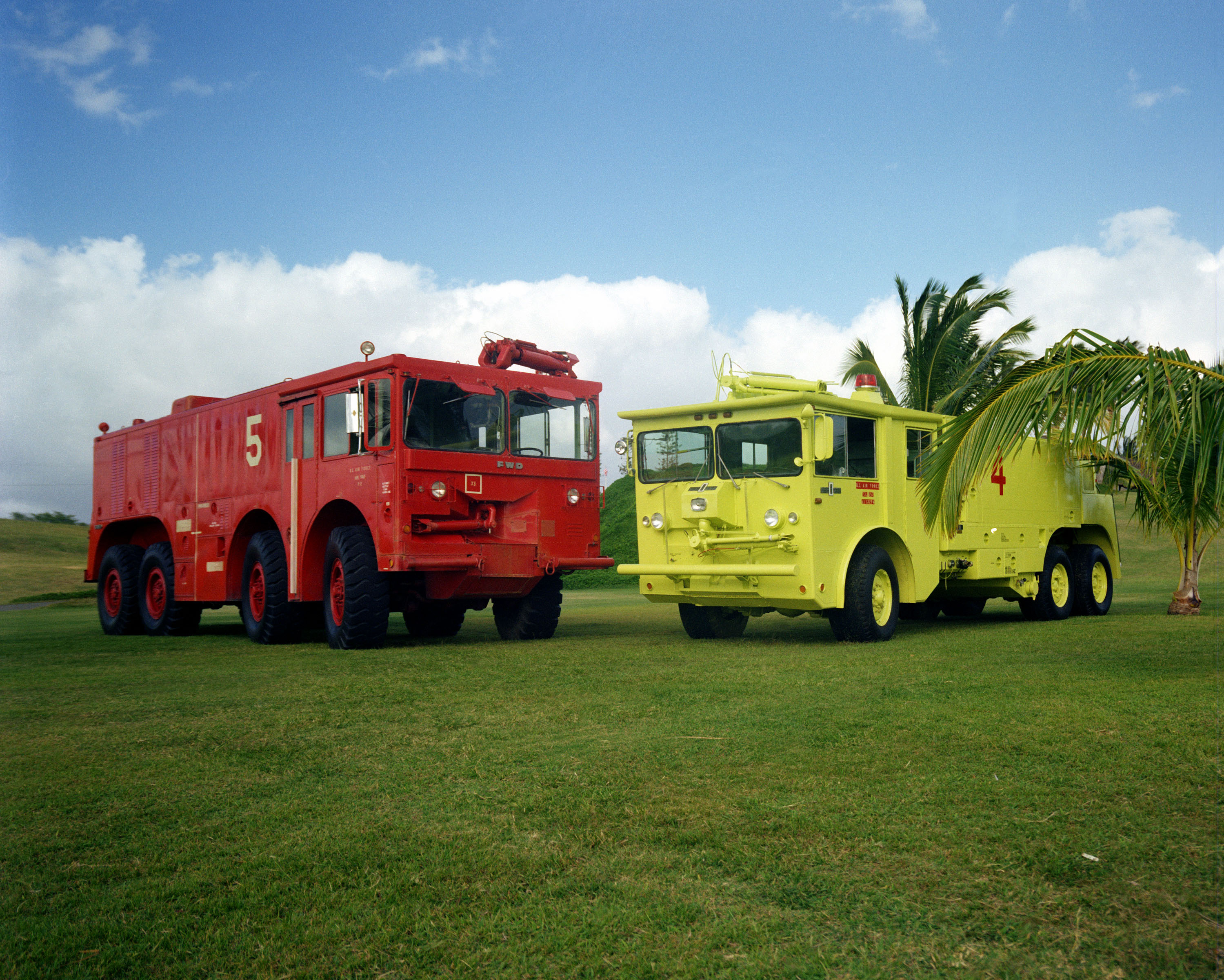
Пожежні Four Wheel Drive

А на гонках 1934 року на трасі Авус стався курйоз, автомобіль під керуванням Пітера де Паоло йшов третім, коли мотор, побудований на базі фордовського, розірвався на шматки від перевантаження, і деталі полетіли в бік трибуни, де якраз сидів Алойзич.
Під час Другої світової війни фірма будувала повнопривідні вантажівки для армії США, після війни продовжила випускати вантажну продукцію.
Після різних злиттів з різними компаніями фірма існує і сьогодні, під назвою FWD Seagrave, випускаючи пожежну техніку.

## Список легкових автомобілів Four Wheel Drive
- 1909 — Badger Battleship
- 1931 — Four Wheel Drive Special